# Толгає

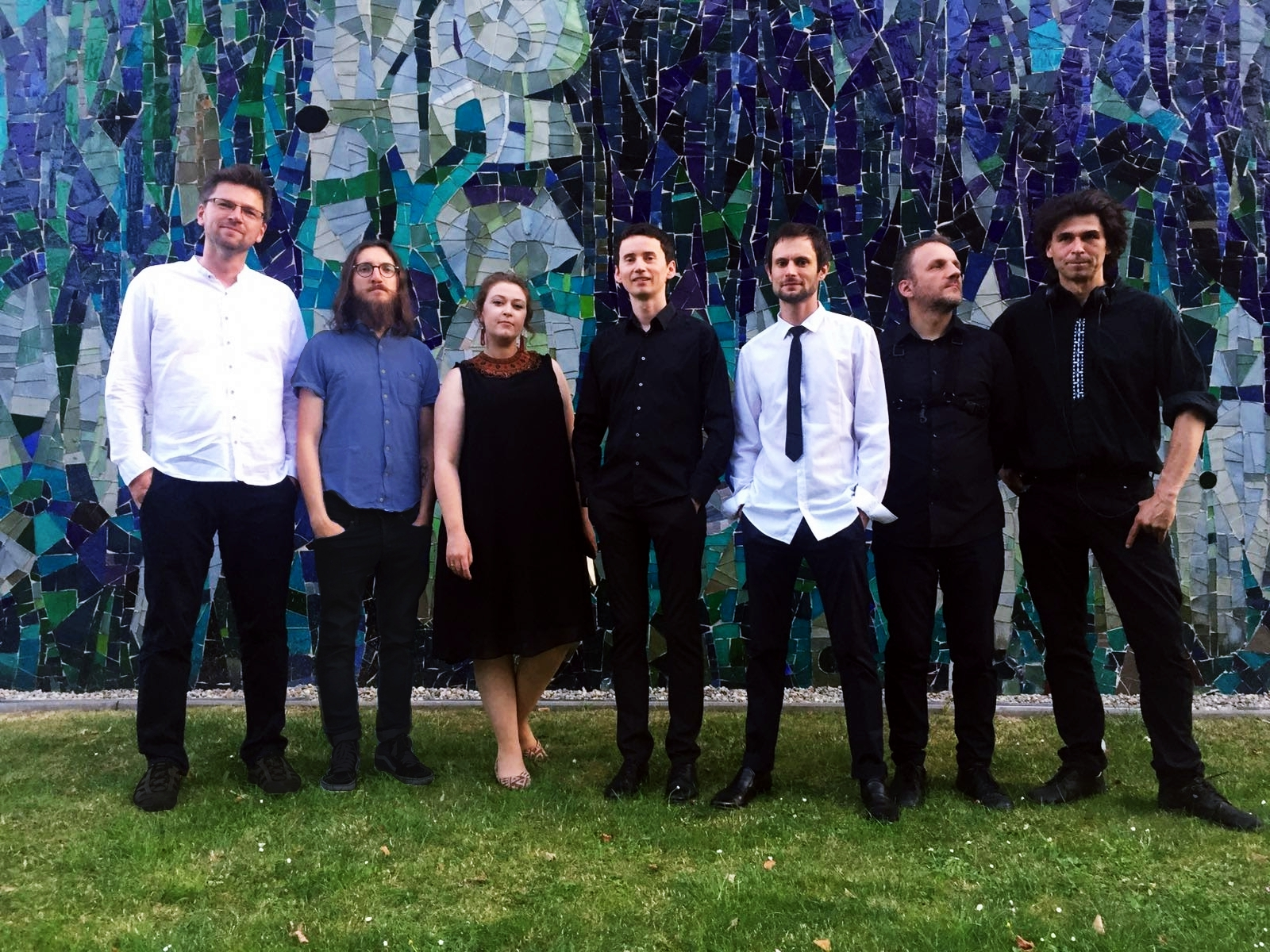

Tolhaje (англ. tolhaje, укр. толхає/толгає) — музичний колектив, що виводить музичні натхнення в основному із традиційної музики Бойків і Лемків. Назва гурту походить від угорського слова tołhaj (tolvaj). Музика гурту поєднує фолк з сучасними тембрами (джаз, електроніка, drum'n'bass, рок) та імпровізацію.

## Історія
Колектив створено у 2000 році. Виступали вони на багатьох сценах Польщі та Європи, зокрема на фестивалі Sziget — Budapest, Pohoda Festival — у Тренчині, Pulse Фестиваль — Лондон, Вудсток, Фестиваль Музики Європейської в Алжирі, Група Азоти Джаз Контест, Фестиваль Ethniesy, «Флюгери Львова», Art Celebration — Схід Культури, Фестиваль Кольори Польщі, Zahrada Фестиваль, Калейдоскоп Культур, Фестиваль Около Trebone, Poličské Rockoupání, Etnomania та ін. В червні 2002 року група представляла Польщу на XXIII Фестивалі Європейського Союзу Радіозв'язку(EBU) в Мельн (Німеччина).
Група отримала кілька цінних трофеїв, в тому числі ІІ місце IV Фестивалю «Нова Традиція», І місце на Фестивалю «Eurofolk» в Саноку.
У квітні 2003 року ансамбль став лауреатом Фолькової Фонограми Року 2002 за диск «А в Неділю Вранці» — нагороди від Польського Радіо. Альбом також був номінований на премію Fryderki 2003 в категорії «Етно-фольк».
З осені 2013 року колектив співпрацював при створенні саундтреку до серіалу ВАТАГА, виробництва HBO. В результаті співпраці було створено диск «Череда», що містить пісні використані в серіалі і, крім того, новостворені пісні, разом із зареєстрованим концертом у прямому ефірі, з супроводом смичкового оркестру в рамках фестивалю «Схід Культури».

## Склад
- Даміан Кураш — гітари
- Януш Демковіч — бас-гітара
- Пйотр Рихлец — клавіші, діджеріду, акордеон, виробництво, гортанний спів
- Томаш Дуда — саксофони, кларнети
- Лукаш Москаль — барабани
- Марія Юрчишин-Кулик — вокал
- Мацей Церлінський — колісна ліра

### Заступники
- Рафал Інґлот — барабани
- Якуб Мєтла — акордеон
- Мацей Шемрай — цимбали
- Мацей Коцінський- саксофон
- Павел Ґєларек — термен

### Колишні члени
- Яків Мєтла
- Роберт Крок
- Куба Воланин

## Дискографія
- А в неділю вранці (2002)
- Стереокарпати (2011)
- Череда (2014)
- Зілля (сингл — 2014)